# نشت‌یابی

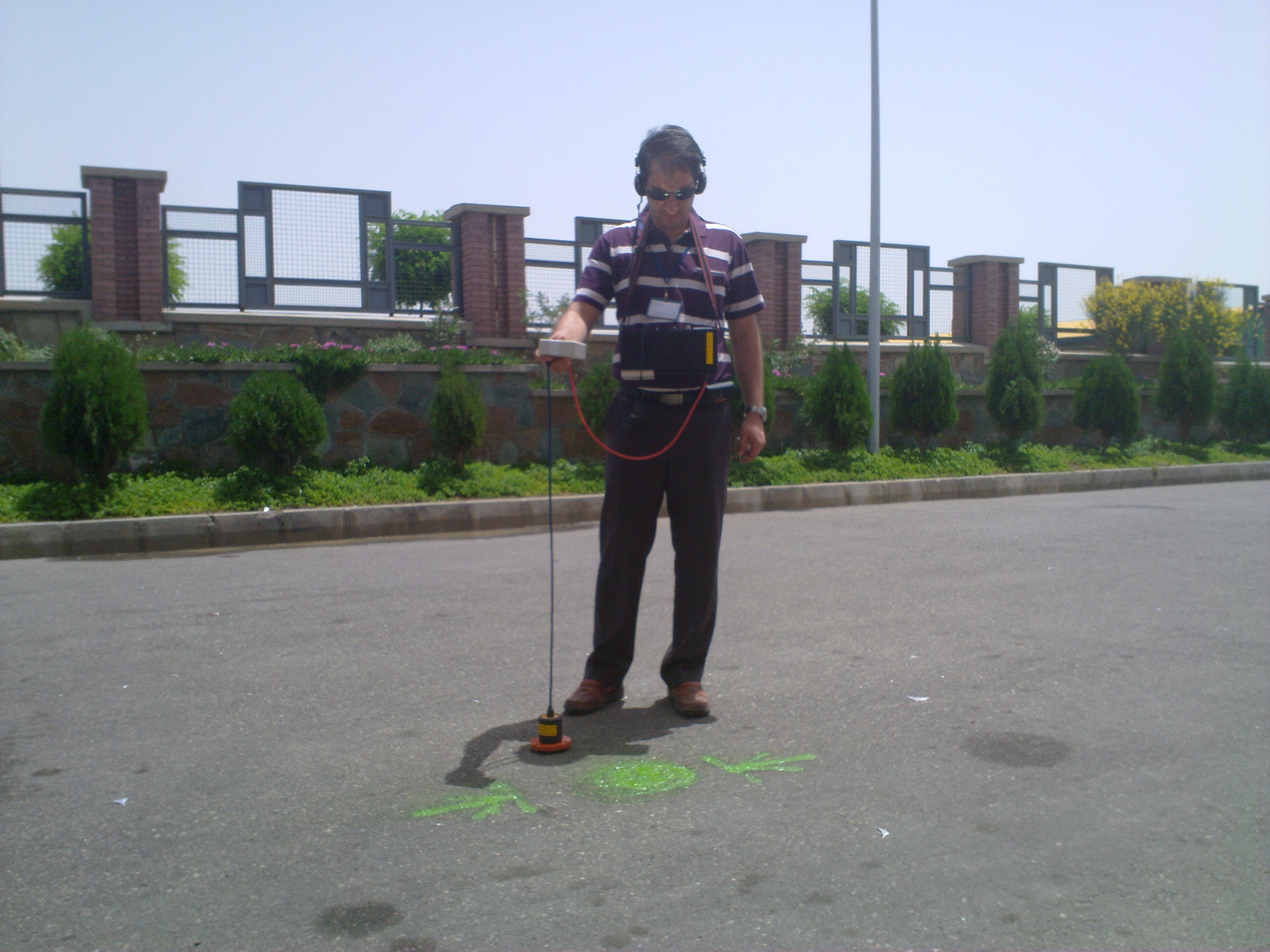
تصویری از اجرای عملیات نشت یابی آکوستیک در شهرک صنعتی کاوه

نشت‌یابی لوله‌های مدفون (به انگلیسی: Leak detection) عملیاتی است که جهت شناسایی نشت در لوله‌های زیرزمینی به‌کار گرفته می‌شود. رایج‌ترین روش نشت‌یابی استفاده از روش آکوستیک است. روش‌های متنوع دیگری نیز برای نشت‌یابی خطوط لوله زیرزمینی وجود دارند اما هیچ‌یک از این روش‌ها به اندازه نشت‌یابی آکوستیک مورد استفاده عام قرار نگرفته است. یکی از این روش‌ها، نشت‌یابی به روش ردیابی گاز یا Tracer Gas است که عموماً توسط هلیوم انجام می‌شود و دقیق‌ترین روش نشت‌یابی است. این روش نیز از سال ۱۳۸۶ در ایران مورد استفاده قرار گرفته است. نشت‌یابی با استفاده از کرولیتورها که بر پایه اصول نشت‌یابی آکوستیک کار می‌کنند، در ایران از دهه ۱۳۷۰ آغاز شده است.
در توضیح نشت‌یابی با گاز ردیاب، علت آن رایج بودن هلیوم به عنوان گاز ردیاب و همچنین موارد اشاره شده در زیر می‌باشد.
۱- ایمنی و خنثی بودن هلیوم ۲- حجم یا جرم مولکولی بسیار پایین ۳- همچنین میزان کم آن در جو بهترین مولکول به عنوان گاز رد یاب است.
در استاندارد آمریکایی AWWA M36 که برای تعمیر و نگهداری لوله‌های آب می‌باشد هر دو روش گاز ردیاب و آکوستیک معرفی شده است. در این استاندارد نشتی لوله آب را به ۳ دسته تقسیم کرده است. ۱- نشتی گزارش شده: که با چشم و بررسی‌های ظاهری کاملاً مشهود است و محدوده نشتی گزارش می‌شود و فقط باید به تعمیر آن پرداخت. ۲- نشتی گزارش نشده: که باید با روش‌های پیشنهادی نشت‌یابی مورد بررسی قرار گیرد. ۳- نشتی اتصالات (Back ground leakage): که نشتی ناشی از اتصالات و زانویی و فیتینگ‌های موجود در خطوط می‌باشد.

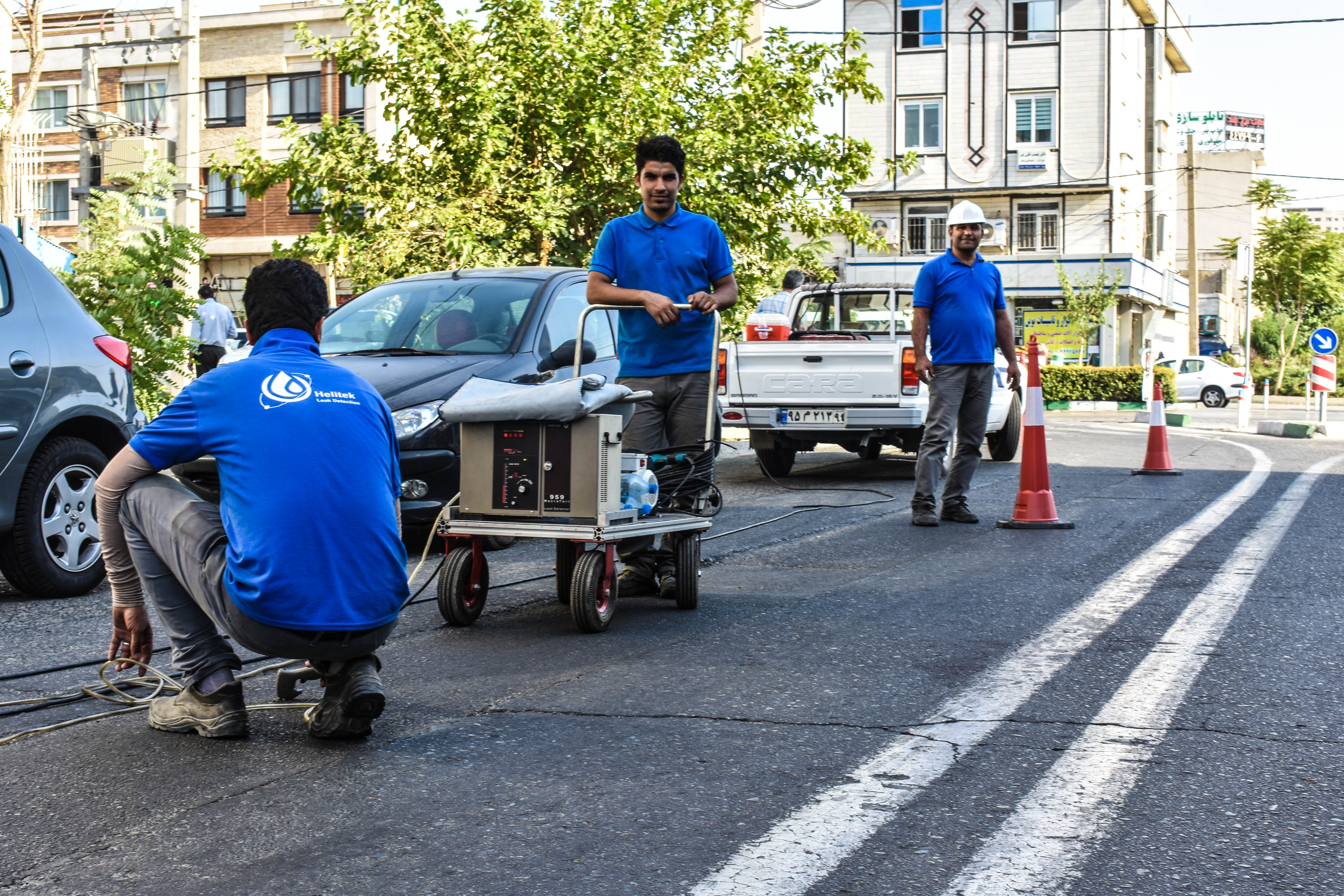
نشت یابی با گاز ردیاب هلیوم خطوط آب تهران

این استاندارد دو روش آکوستیک و نشت‌یابی با گاز ردیاب هلیوم را برای خطوط آب پیشنهاد می‌دهد؛ و به مقایسه این دو روش می‌پردازد.
روش نشت یابی هلیومی به این صورت است که درون لوله آب هلیوم تزریق می‌شود تا محلول اشباع هلیوم در آب شکل بگیرد. هرجا که نشتی باشد، هلیوم از لوله خارج شده و جذب خاک می‌شود. سپس توسط دستگاه ردیاب هلیوم شناسایی می‌شود. (هیلوم خارج شده تا ۳ روز در خاک قابل شناسایی است)
طبق استاندارد 60 ASNT/NSF هلیوم برای آب آشامیدنی تأیید شده است. و همچنین این روش نشت‌یابی با گاز ردیاب هلیوم در اکثر پتروشیمی و پالایشگاه‌های کشور در حال انجام است.
مزایای روش نشت‌یابی هلیومی بر روش آکوستیک:
1. برای همه لوله با جنس و سایز مختلف مناسب است. (لوله‌های غیر فلزی نیز مشکلی با نشت‌یابی هلیومی ندارد)
2. توانایی تشخیص نشتی‌های اتصالات (back ground leakage detection)
3. محدودیت‌هایی با نویزهای محیطی و سیستم‌های ژئومتری و طول لوله ندارد.
4. نسبت به سایر تکنولوژی‌ها دسترسی کمتری به لوله نیاز دارد.[۳]

نشت‌یابی به روش آکوستیک در بسیاری از شهرهای ایران انجام شده و تکنیک و روش آن مورد استفاده قرار گرفته و ده‌ها مورد نشت پنهان موجود در شبکه لوله‌های زیرزمینی توزیع آب با این روش شناسایی شده است. اصول و قواعد پایه فیزیکی که تجهیزات نشت‌یاب متکی به آن‌ها موفق به شناسایی نشت در لوله‌های مدفون می‌شوند در قالب روش نشت‌یابی آکوستیک طبقه‌بندی می‌شوند. در این تکنیک با مکان‌یابی منشأ ایجاد امواج صوتی که در محل نشت پدید می‌آیند موقعیت نشت شناسایی می‌شود.
نشت یابی خطوط لوله زیرزمینی با توجه به ماهیت سیال درون لوله و سایز لوله و جنس لوله و شرایط میدانی محل کارگذاری لوله و عمق دفن و جنس خاک و عواملی از این دست، محدودیت‌ها و الزامات فنی خاصی را برای کارشناس یا تیم نشت‌یابی به‌وجود می‌آورد.
ویژگی‌های صدای نشت
اگر صدای موجود در لوله‌های تحت فشار دارای نشت را تحلیل کنیم، عمدتاً چهار نوع صدا را می‌توانیم تشخیص دهیم.
1. صدای شبیه به صدای «هیس» یا «هووش» که از ارتعاش لوله و کاهش فشار در محل روزنه و اوریفیس (orifice) نشت به وجود می‌آید.
2. صدای شبیه به همهمه که ناشی از عبور جریان سیال آب اطراف جداره‌های لوله دارای نشت است.
3. صدای ضربه و برخورد اسپری آب به دیواره‌های حفره‌ای که زیر خاک ایجاد شده است.
4. ضربان خفیف ناشی از برخورد سنگ ریزه‌های به‌کار رفته در زیرسازی لوله دارای نشت.

صدای «هیس» یا «هووش» اغلب به صورت دائم و ثابت در لوله‌های با فشار بیش از 30PSI شنیده می‌شوند و معمولاً بلندترین صداییی است که در محل نشت شنیده می‌شود. این صدا مبنای قضاوت کارشناس نشت‌یابی برای وجود یا عدم و جود نشت است. مهم‌ترین عوامل مؤثر بر بسامد و قدرت صدای نشت که در جداره لوله منتشر یا از سطح زمین قابل ردیابی هستند به شرح زیر است:
- فشار آب در لوله
- جنس و قطر لوله
- جنس خاک و میزان تراکم آن
- عمق کارگذاری لوله در زمین
- پوشش سطح زمین (سیمان، آسفالت، چمن، خاک و …)

بلندای صدای منتشر شده (Loudness) از چشمه نشت در لوله‌ها به صورت مستقیم تابع فشار داخلی لوله است. لوله‌های فلزی نظیر لوله‌های چدنی و آهنی و گالوانیزه صدای بلندتر و با فرکانس بالاتری تولید می‌کنند. لوله‌های از جنس PVC، فایبرگلاس، پلی‌اتیلن GRE و لوله‌های سیمانی و آزبستی، اصواتی با شدت کمتر و فرکانس پایین‌تر تولید می‌نمایند. به همین دلیل داشتن اطلاعاتی از جنس لوله‌ها تأثیر مهمی بر نتیجه عملیات نشت‌یابی خواهد داشت. همچنین لوله‌های با سایز بزرگتر، از هر جنس که باشند، اصوات ضعیف‌تر و با فرکانس پایین‌تری نسبت به لوله‌های سایز پایین تولید می‌کنند. زمین‌های شنی و سست به خصوص در لوله‌هایی که به تازگی کارگذاری شده‌اند و Back-fill و Sand-fill خوبی دارند، صدای نشت را به خوبی منتشر نمی‌کنند. این مسئله در هرنوع از خاک‌های غیر متراکم دیگر نیز عیناً قابل تکرار است. به‌طور معکوس خاک‌های فشرده و Compact شده قابلیت بسیار بهتری برای انتقال صدای نشت دارند. نشت در لوله‌های که در عمق ۳ تا ۴ فوت دفن شده‌اند بسیار آسان‌تر از نشت در لوله‌هایی که در عمق ۷ یا ۸ فوت کار گذاری شده‌اند قابل ردیابی است. در این عمق تنها نشت‌های بزرگ با فشار بالا به اندازه کافی صدا برای شناسایی و موقعیت‌یابی‌شان تولید می‌کنند.
در نهایت پوشش زمین و جنس آن که آسفالت، چمن، دال بتنی، یا خاک است باعث تفاوت در شناسایی نشت می‌شود. در سطوح سخت و بتنی ممکن است نشت ۵ تا ۱۰ فوت قبل و بعد از مکان واقعی آن توسط کارشناس نشت یابی قابل تشخیص باشد. به صورت معکوس در زمین‌های با پوششی از خاک سست و چمن چنین صدای واضحی ایجاد نمی‌شود و پستی و بلندی‌های موجود در زمین نیز می‌تواند این مشکل را تشدید کند.

## صدای نشت چگونه درون لوله‌ها حرکت می‌کند؟
لوله‌های فلزی نظیر لوله‌های چدنی و آهنی و گالوانیزه و انشعابات فلزی می‌توانند صدای نشت را تا صدها فوت از هر طرف منتشر نمایند. لوله‌های ازبست، PVC و PE و جنس‌های مشابه آن چنین توانایی ندارند و تا این فواصل نمی‌توانند امواج صوت را منتقل نمایند. قدرت انتشار صوت نشت در لوله‌ها علاوه برجنس لوله بستگی تنگاتنگی با سایز لوله دارد. داشتن فاصله تقریبی که صوت توانایی انتشار در لوله‌ها را دارد نقش مهمی در موفقیت کار خواهد داشت. به همین دلیل باید جنس و قطر لوله‌ها قبل از انجام عملیات نشت یابی به دقت تعیین می‌شوند.